# 추전역
추전역(Chujeon station, 杻田驛)은 강원특별자치도 태백시 화전동에 위치한 태백선의 철도역이다.
주변이 모두 고지대로 둘러싸여 있으며, 역사의 위치가 해발 855m로 대한민국의 철도역 중 가장 높은 곳에 위치한다. 특별히 관광 열차가 운행되는 시기 외에는 여객 취급이 중지되었고, 무연탄 화물취급만 한다. 2013년 4월 12일부터 2015년 5월 31일까지 중부내륙순환열차가 운행하였다. 현재는 레일크루즈 해랑의 일부 코스가 이곳에 정차한다.

## 역사
추전역은 정암터널 개통으로 태백선 잔여구간이 개통되면서 신설된 역이다. 이 역은 한국에서 1973년 이래로 가장 높은 고도(해발855m)기록을 가지고 있다. 건설에 국토건설단원이 대거 동원되었다고 한다. 역의 명칭은 해당 지역의 지명인 싸리밭골에서 따 온 것이다.
2013년 4월 12일부터 2015년 6월 1일까지 O-train이 정차하였다.
- 1973년 11월 10일 : 역사 신축 준공과 동시에 보통역 영업 개시
- 1975년 10월 10일 : 화물 취급
- 1995년 1월 10일 : 여객취급 중지(차내취급)
- 1995년 5월 30일 : 추전역 상징탑 건립
- 1998년 12월 13일 : 환상선 눈꽃순환열차 최초 운행
- 1999년 9월 19일 : 1번선 타는 곳 포장
- 1999년 12월 11일 : 화장실 개량(수세식)
- 2008년 1월 1일 : 모든 정기 여객열차 무정차 통과
- 2013년 4월 12일 : 중부내륙순환열차(O-Train) 운행 개시로 여객취급 재개
- 2013년 11월 14일 : 제천 기점 89.4km로 변경[3]
- 2015년 6월 1일 : 중부내륙순환열차 운행 계통 변경으로 여객 취급 중지
- 2017년 12월 18일 : 화물 취급 중지[4]

## 역 구조

### 승강장
교행 등의 경우를 제외하고는 대부분 1번 승강장에서 승하차를 실시하는데, 그 이유는 1번 승강장이 주본선을 통과하기 때문이다.
- 승강장 형태 : 2면 3선의 혼합식 승강장
- 배치

| 1 | 태백선 청량리, 제천, 강릉 방면 |
| 2 | 태백선 청량리, 제천 방면       |
| 3 | 태백선 백산, 강릉 방면         |

### 시설물
- 화장실
- 문화공간 : 대합실 개조
- 전시물
  - 최고고도역 상징조형물
  - 광차
- 저탄장

## 이용현황
| 연도와 승하차방향 | 연도와 승하차방향 | 연도와 승하차방향 | 이용 인원 | 이용 인원 | 이용 인원 |
| 연도와 승하차방향 | 연도와 승하차방향 | 연도와 승하차방향 | 태백선    | 무궁화    | 통일      |
| ----------------- | ----------------- | ----------------- | --------- | --------- | --------- |
| 2001년            | 하행              | 승차              | 2418      | 2418      | 0         |
| 2001년            | 하행              | 하차              | 174       | 170       | 4         |
| 2001년            | 상행              | 승차              | 80        | 80        | 0         |
| 2001년            | 상행              | 하차              | 2476      | 2472      | 4         |
| 2002년            | 하행              | 승차              | 1467      | 1467      | 0         |
| 2002년            | 하행              | 하차              | 12        | 4         | 8         |
| 2002년            | 상행              | 승차              | 0         | 0         | 0         |
| 2002년            | 상행              | 하차              | 1467      | 1467      | 0         |
| 2003년            | 하행              | 승차              | 2041      | 2041      | 0         |
| 2003년            | 하행              | 하차              | 838       | 831       | 7         |
| 2003년            | 상행              | 승차              | 831       | 831       | 0         |
| 2003년            | 상행              | 하차              | 1366      | 1360      | 6         |
| 2004년            | 하행              | 승차              | 16        | 16        | 0         |
| 2004년            | 하행              | 하차              | 150       | 145       | 5         |
| 2004년            | 상행              | 승차              | 125       | 125       | 0         |
| 2004년            | 상행              | 하차              | 970       | 968       | 2         |
| 2005년            | 하행              | 승차              | 117       | 117       | 폐지      |
| 2005년            | 하행              | 하차              | 510       | 510       | 폐지      |
| 2005년            | 상행              | 승차              | 4         | 4         | 폐지      |
| 2005년            | 상행              | 하차              | 12        | 12        | 폐지      |

## 사진 자료

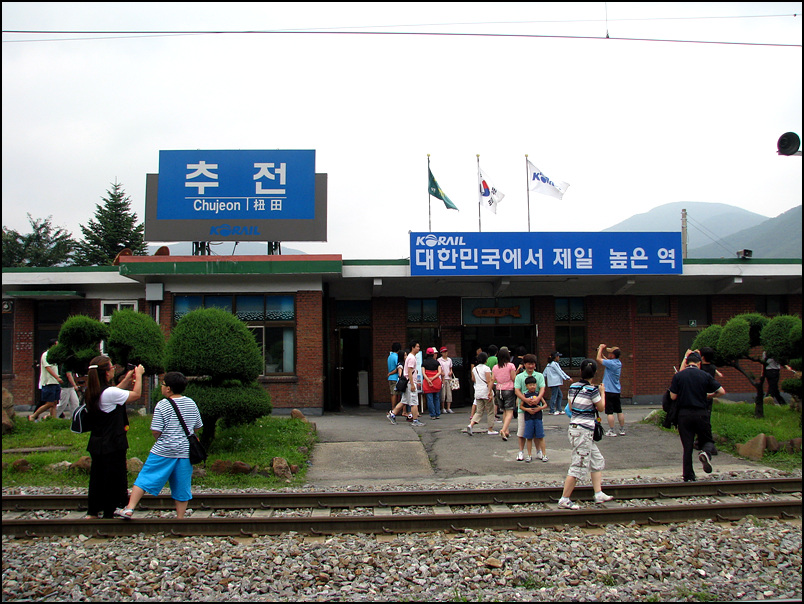
역 건물 본체.
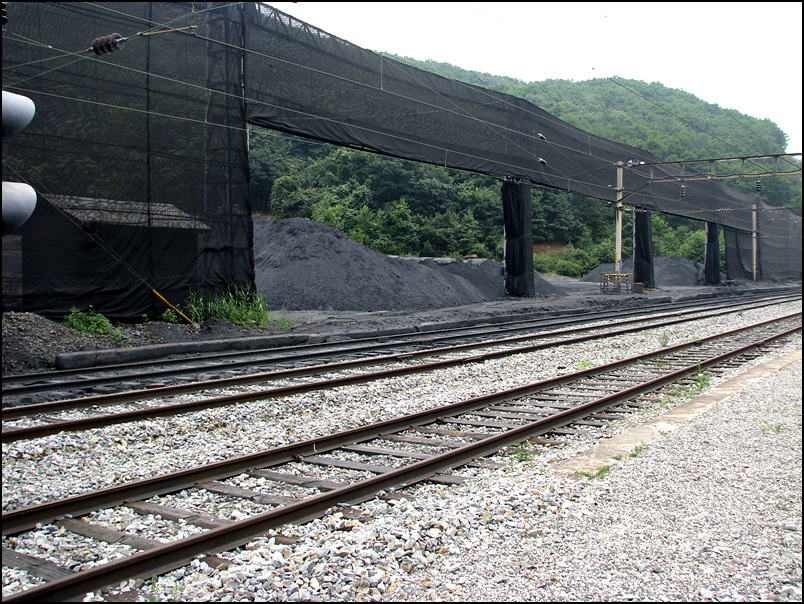
구내 저탄장.
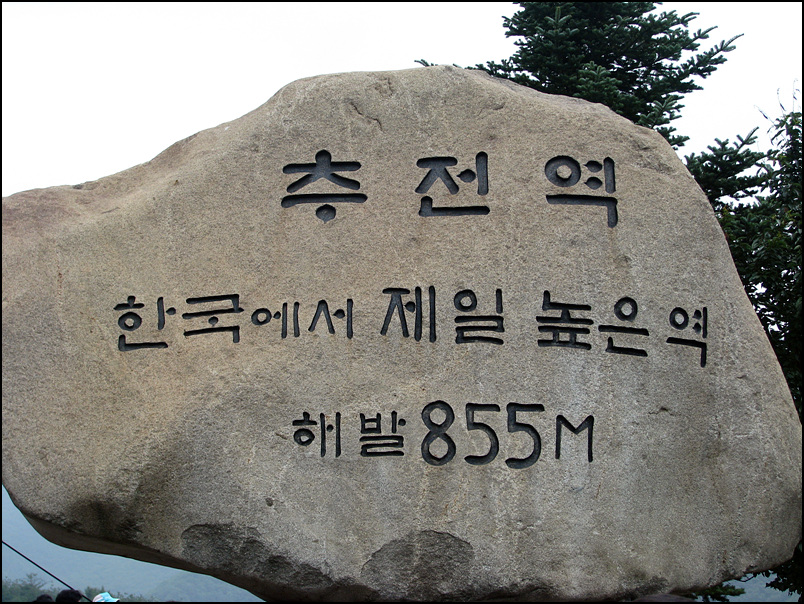
855m 한국 최고 고도역 기념비.
보존중인 구 장성광업소 광차.
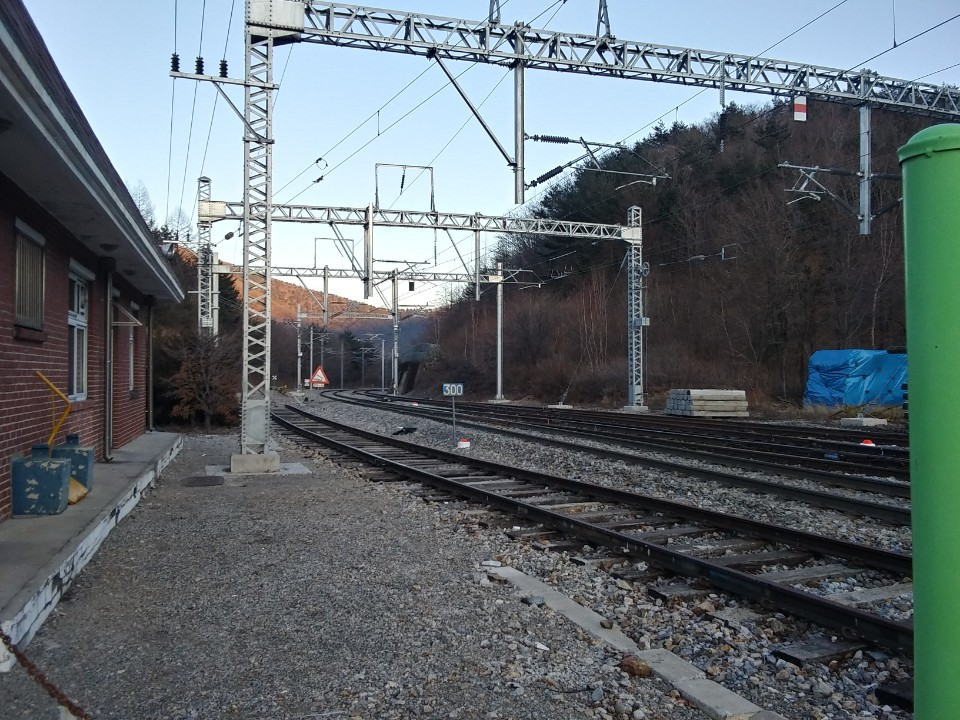
태백방향
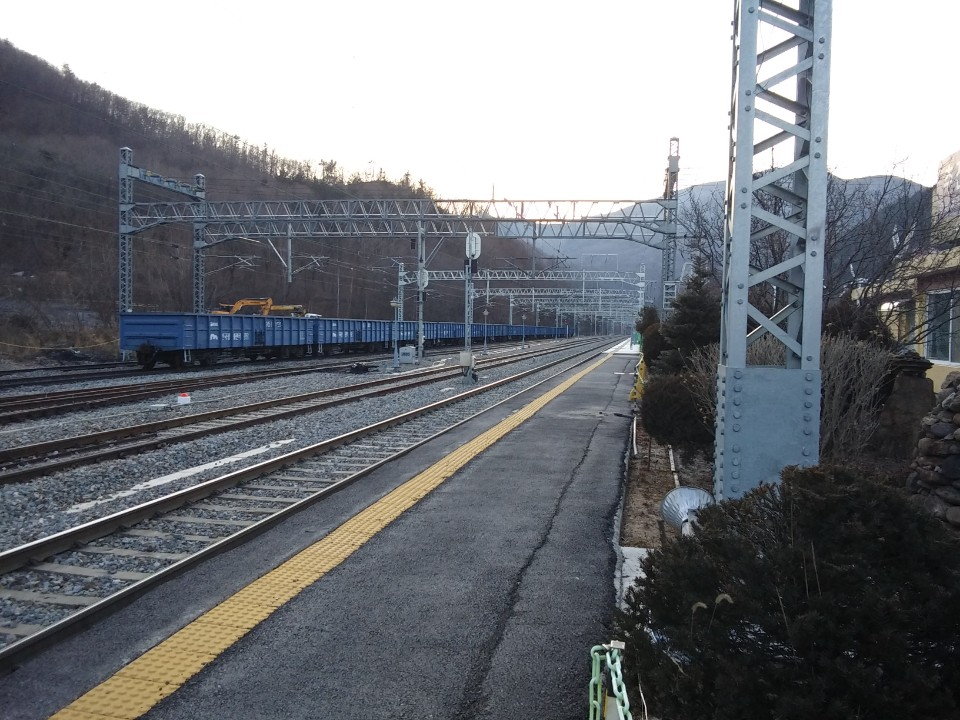
제천방향

## 같이 보기
- 서울 지하철 5호선 여의나루역 : 해발 -27.55m로 대한민국에서 제일 낮은 곳에 있는 역.
- 서해선 김포공항역 : 지표면에서 -85.25m로 대한민국에서 가장 깊은 곳에 있는 역.
- 백무선 북계수역 : 해발 1,750m로 조선민주주의인민공화국에서 가장 높은 곳에 있는 역.
- 만경대선 영광역 : 지표면에서 -150m로 조선민주주의인민공화국에서 가장 깊은 곳에 있는 역.